# Morirò d'amore (singolo Giuni Russo)
Morirò d'amore è l'ultimo singolo della cantante italiana Giuni Russo, pubblicato il 7 marzo 2003 dall'etichetta discografica Sony Music.

## Descrizione
Il singolo, così come l'omonimo album, fu pubblicato in concomitanza della partecipazione di Giuni Russo al Festival di Sanremo, dopo ben 35 anni di assenza.

### Morirò d'amore
Morirò d'amore viene scritta alla fine degli anni ottanta dalla stessa Giuni Russo e da Maria Antonietta Sisini con Vania Magelli e contiene alcune citazioni di varie poesie di San Giovanni della Croce, fondatore dell'Ordine dei carmelitani scalzi.
Il provino del brano, ancora inedito, viene proposto alla commissione artistica del Festival di Sanremo 1989, ma la commissione decise di bocciarlo; viene riproposto in vista del Festival di Sanremo 1997 ma viene nuovamente bocciato dalla commissione artistica, che definisce addirittura "stonato" il provino.
Alla fine del 2002, già molto malata, la cantante ritenta nuovamente la carta sanremese contattando personalmente Pippo Baudo, conduttore e direttore artistico di quell'edizione della kermesse. Inizialmente viene valutata la possibilità di sottoporre alla commissione artistica il brano Amore intenso, ma la scelta finale ricade infine sul provino di Morirò d'amore, che le era stata precedentemente bocciata per ben due volte.
Il brano viene finalmente ammesso in gara al Festival di Sanremo 2003, piazzandosi al 7º posto nella classifica finale e raggiungendo anche il 2º posto nella graduatoria stilata dalla giuria dei giornalisti per l'assegnazione del Premio della Critica, vinto poi da Sergio Cammariere; il brano, inoltre, è valso a Franco Battiato e Roberto Colombo il Premio Volare per il miglior arrangiamento.
La parte sperimentale del brano è stata fornita da Giuni Russo, che ha anche rimosso l'orchestra dal vivo dal montaggio finale, preferendo la sequenza come proposta più audace.
Dopo la presentazione del brano a Sanremo, Caterina Caselli, ex produttrice discografica di Giuni Russo, riavvicinatasi a lei dopo anni di incomprensioni, si impegna a lanciare il brano sul mercato internazionale nell'interpretazione di Andrea Bocelli, predisponendone anche l'adattamento in inglese. Il progetto, però, non si è mai concretizzato.
Quanto al provino originale, è stato pubblicato nel 2009 all'interno del CD allegato alla biografia ufficiale Giuni Russo. Da un'estate al mare al Carmelo.
Tiziano Ferro ne ha realizzato una cover nel 2020 nel suo primo album di cover Accetto miracoli: l'esperienza degli altri.

### Il re del mondo
Il secondo brano contenuto nel CD singolo è Il re del mondo, cover di Franco Battiato, il quale la pubblicò nel suo album L'era del cinghiale bianco (1979): è un brano sul tratta il tema delle illusioni e si rifà ad antiche suggestioni esoteriche.
Anche Alice ne diede una sua personalissima versione nell'album Gioielli rubati (1985), interamente dedicato a Franco Battiato.
Giuni Russo lo ha spesso interpretato dal vivo durante i vari concerti tenuti nel corso degli anni 1990, incidendolo in ben due versioni live incluse negli album Voce prigioniera (1998) e Signorina Romeo Live (2002).

## Tracce
1. Morirò d'amore (Giuni Russo, Maria Antonietta Sisini, Vania Magelli)
2. Il re del mondo (testo: Franco Battiato – musica: Giusto Pio)

## Formazione
Musicisti
- Giuni Russo – voce
- Raffaele Stefani – chitarre
- Roberto Cacciapaglia – pianoforte
- Stefano Barzan – violini, archi

Crediti
- Franco Battiato – produzione, arrangiamenti
- Maria Antonietta Sisini – produzione
- Roberto Colombo – produzione, arrangiamenti
- Studio "Registrazioni moderne" – registrazione
- Pino "Pinaxa" Pischetola – missaggio
- Raffaele Stefani – Assistente di studio
- Massimo Faggioni – programmazione
- Maurizio Parafioriti – programmazione aggiunta
- Claudio Giussani – mastering
- Sony Music Publishing (1) / Emi Music Publishing (2) – edizioni musicali
- Anna Montecroci per "Filologi&co" – Visual Design

## Ringraziamenti
- Grazie alla pittrice Elena Strada per i dipinti che fanno da sfondo alla copertina.

## Classifiche
| Paese  | Posizione raggiunta |
| ------ | ------------------- |
| Italia | 10                  |